# 51

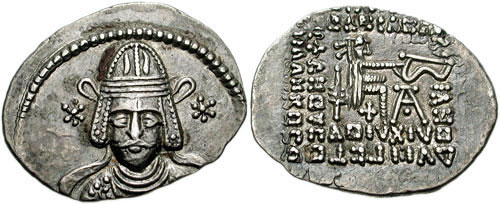
Vonones II van Parthië

Het jaar 51 is het 51e jaar in de 1e eeuw volgens de christelijke jaartelling.

## Gebeurtenissen

### Italië
- In Rome worden keizer Claudius (vijfde maal) en Titus Flavius Vespasianus door de Senaat tot consul gekozen van het Imperium Romanum.
- Caratacus wordt in een triomftocht meegevoerd en vanwege zijn moedige optreden in het Romeins tribunaal door Claudius vrijgesproken.

### Parthië
- Vonones II overlijdt enkele maanden na zijn troonsbestijging, zijn zoon Vologases I (r. 51-78) volgt hem op als koning van Parthië.

### Brittannië
- Caratacus, zoon van Cunobelin, verenigt de Keltische stammen met steun van de druïden en komt in opstand in Zuid-Wales.
- Caratacus wordt verslagen door de Romeinen en vlucht naar de Brigantes. Hij wordt echter als krijgsgevangene uitgeleverd.

### Klein-Azië
- Paulus schrijft zijn Brief aan de Galaten, hierin wordt de scheiding tussen het christen- en jodendom bevestigd.
- Paulus verblijft 18 maanden in Griekenland en sticht in Korinthe een christelijke gemeenschap.

## Geboren
- Titus Flavius Domitianus, keizer van het Romeinse Keizerrijk (overleden 96)

## Overleden
- Lucius Vitellius, Romeins consul en gouverneur van Syria
- Gotarzes II, koning van Parthië
- Phaedrus, Romeins fabeldichter
- Vonones II, koning van Parthië